# Kabbleka
Kabbeleka kan i vissa fall vara ett bygdemålord, som syftar på andra arter: bredkaveldun (Typha latifolia), hästhov (Tussilago farfara), arter av släktet Chrysanthemum, ej närmare specificerade.
Kabbleka (Caltha palustris), även kabbeleka, är en växt med gula blommor

## Beskrivning
Blommorna utgörs av fem fria foderblad. Kronblad saknas. Det finns även en rent vit varietet, Caltha alba. Honungsavsöndringen är inte bunden vid hyllebladen eller ståndarna, utan det är pistillerna, som i en liten grop på vardera sidan av fruktämnet har de sockeralstrande körtlarna. Blomman har en svag doft som påminner om kautschuk. Bladen är hjärtformade och glansigt mörkgröna. Frukterna är flerfröiga fröhus, vart och ett bildat av ett enda fruktblad. De liknar ärtväxternas baljor.

## Biotop
Kabbelekan är allmän vid kärr, diken och på sanka stränder där dess saftigt gröna, grova och något klumpiga örtstånd hastigt skjuter upp från de övervintrande skotten och hinner blomma redan i maj.

## Habitat
Kabbleka finns vitt spridd över tempererade och boreala områden i hela norra halvklotet, även högt upp i fjällen.
I vissa områden har underarter utvecklats, såsom:
- C. fistulosa  i Japan
- C. membranacea i östligaste Asien
- Liten kabbleka, C. radicans ssp. radicans (T.F.Forst.) Fr. i fjälltrakter
- Revkabbleka, C. palustris ssp. radicans (T.F.Forst.) Syme
- Flera andra varianter på sydsidan av Alperna

### Utbredningskartor
- Norden , inklusive C. carnuta.  Där visas även några områden, där varianterna C. var. radicans och C. palustris f. Zetlandica  finns.
- Norra halvklotet . Där visas även områden med bl a C. ssp. palustris, C. ssp. membranacea och C. fistulosa.

## Användning
Förr åts blomknopparna som kapris med salt och ättika, men det är inte att rekommendera då de, liksom hela växten i övrigt, är svagt giftiga.

## Etymologi
- Caltha kan härledas från grekiska κάλαθος (kalatos), som betyder bägare, pokal och syftar på de skålformade kronbladen i blomman.
- Palustris kommer av latin palus = kärr. Med palustris menas "växande i kärr".
- Radicans kommer av latin radix = rot. Med radicans menas "bildar rötter".

## Bygdemål
| Namn        | Trakt       | Referens |
| ----------- | ----------- | -------- |
| Bäckblomma  |             | [ 1 ]    |
| Bäckros     |             | [ 2 ]    |
| Gulalåker   | Halland     | [ 3 ]    |
| Gulnacke    |             | [ 1 ]    |
| Kabbalök    | Österbotten | [ 4 ]    |
| Kabbelök    |             | [ 1 ]    |
| Kalablomå   | Österbotten | [ 4 ]    |
| Kalvleka    |             | [ 5 ]    |
| Koplada     | Skåne       | [ 6 ]    |
| Mjölkros    |             | [ 2 ]    |
| Revkabbleka |             | [ 5 ]    |

## Skröna
Ibland hör man sägas att kabbelekan framkallar vårtor, men det finns inga bevis för att så skulle vara fallet. Troligen är det en skröna som spridits för att avskräcka barn från lek vid vatten. Däremot kan kabbeleka, liksom många andra smörblommeväxter, ge eksem. (Se tiggarranunkel.)

## Bilder

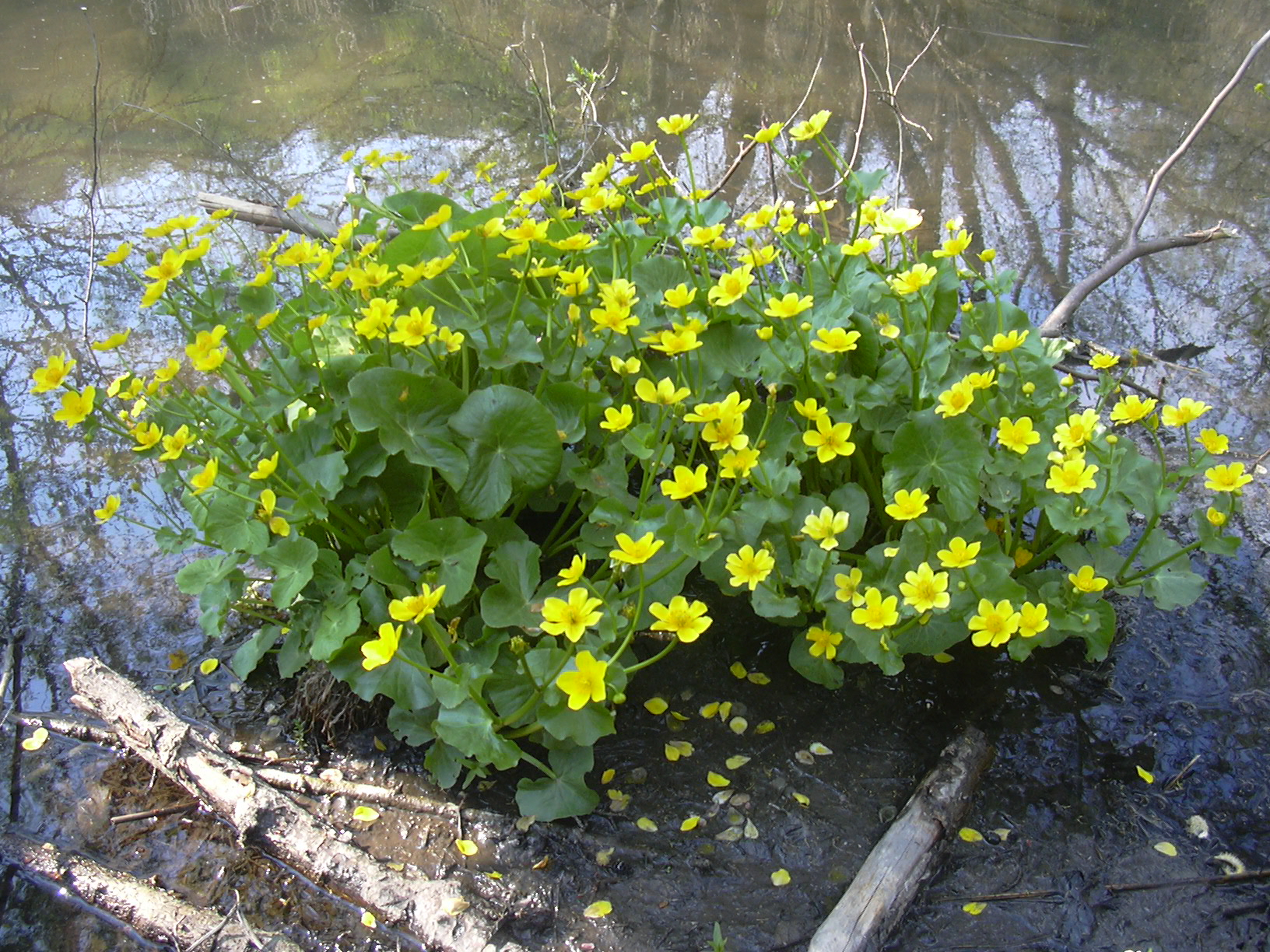
Kabbleka trivs vid vatten. Några av blommorna har större antal kronblad än de vanliga 5.
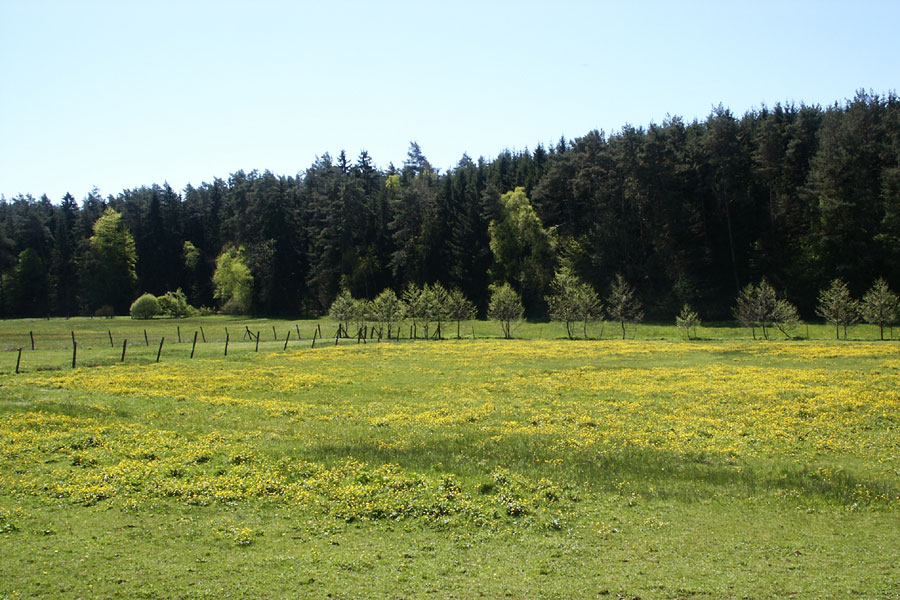
Hel matta av kabbleka på sumpig äng.
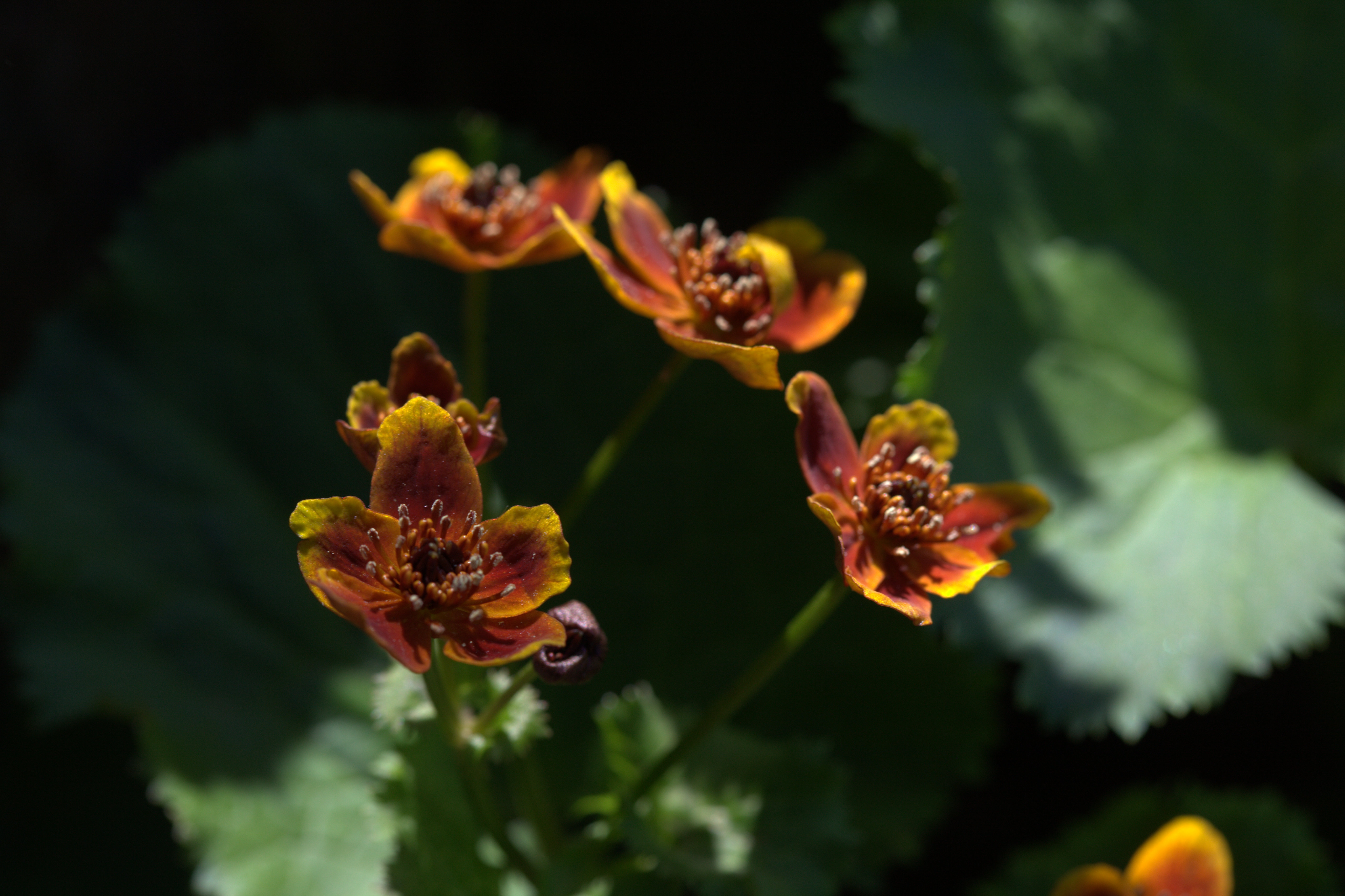
Calta palustris var. barthei
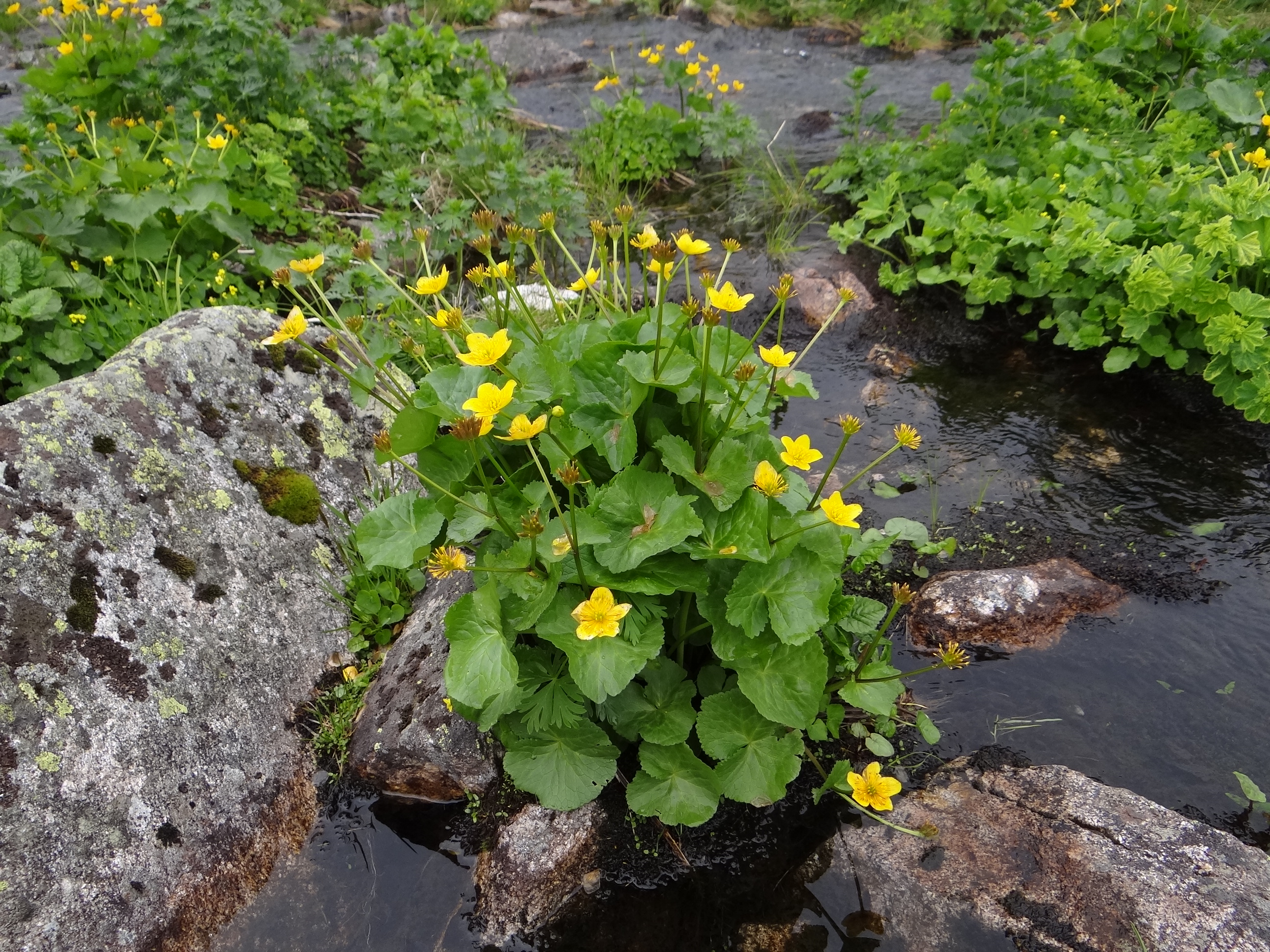
C. palustris ssp. laeta (Schott) Nyman & Kotschy
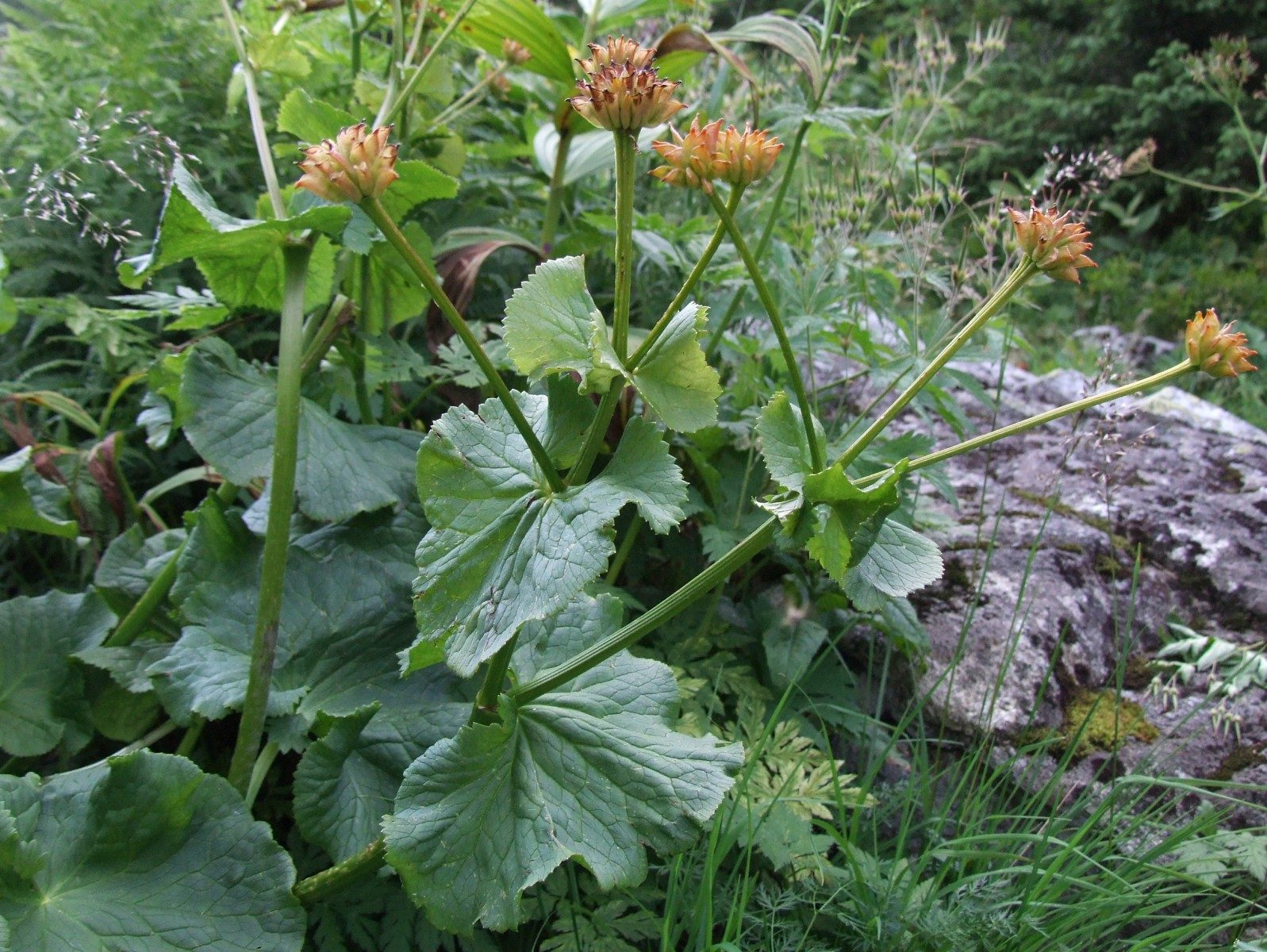
C. palustris  ssp. laeta Utblommad och i frö
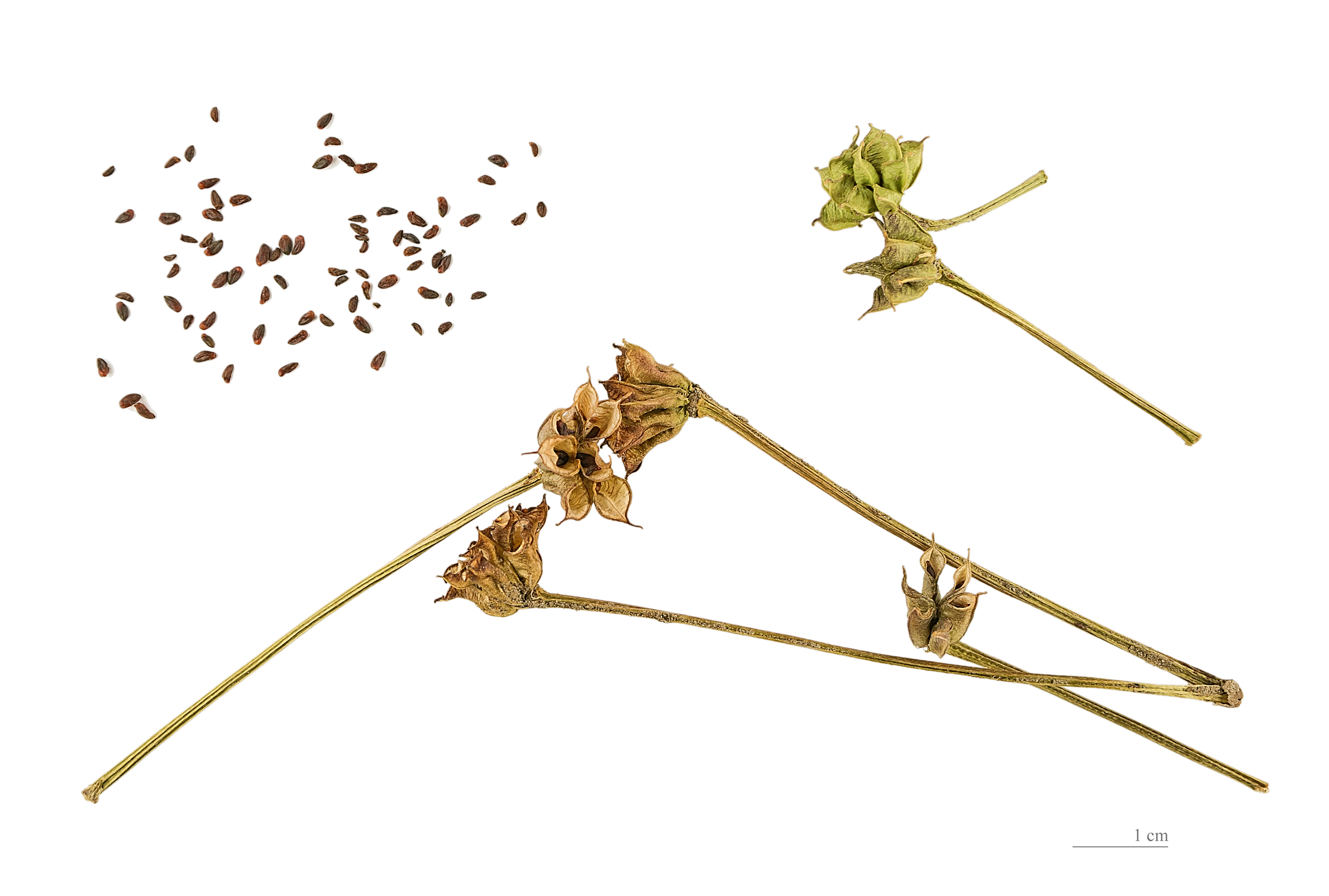
Frön och mogna frukter.